# Стычка у Пампкин-Крика
Стычка у Пампкин-Крика (англ. Battle of Pumpkin Creek) — стычка между лакота и армией США произошедшая 7 и 8 февраля 1880 года на территории современных округов Паудер-Ривер и Кастер на юге Монтаны. В результате конфликта погибли один солдат и двое индейцев.
Возвращаясь из набега на гровантров, воины-лакота напали на заготовщиков сена близ реки Пампкин-Крик. Узнав об этом, полковник Нельсон Майлз отправил сержанта Таддеуса Гловера с отрядом из 15 солдат и индейских скаутов на поиски лакота. 7 февраля 1880 года Гловер обнаружил группу из шести воинов лакота около Пампкин-Крика. В возникшей перестрелке рядовой Джордж Дуглас был убит, лакота также понесли потери. На следующее утро прибыл капитан Саймон Снайдер с подкреплением и оставшиеся в живых четверо лакота сдались. Впоследствии Таддеус Гловер за свои действия во время стычки был награждён Медалью Почёта.